# Камилов, Абдулазиз Хафизович
Абдулазиз Хафизович Камилов (узб. Abdulaziz Hafizovich Komilov, Абдулазиз Ҳафизович Комилов; род. 16 ноября 1947, Янгиюль, Ташкентская область, УзССР, СССР) — советский и узбекский дипломат, министр иностранных дел Узбекистана (13 января 2012 — 27 апреля 2022). Является действующим членом Кабинета министров Республики Узбекистан (с 2012 года). 27 апреля 2022 года назначен заместителем секретаря Совета безопасности при Президенте Республики Узбекистан по вопросам внешней политики и безопасности.

## Биография
Образование — высшее. Закончил Дипломатическую академию МИД СССР в 1972 году. Кандидат исторических наук.
Карьера:
- В 1973—1976 годах — атташе посольства СССР в Ливане;

- В 1978—1980 годах — Аспирант Института востоковедения АН СССР;

- В 1980—1984 годах — 2-й секретарь посольства СССР в Сирии;

- В 1984—1988 годах — сотрудник отдела Ближнего Востока МИД СССР;

- В 1988—1991 годах — старший научный сотрудник Института мировой экономики и международных отношений АН СССР;

- В 1991—1992 годах — советник посольства Республики Узбекистан в Российской Федерации;

- В 1992—1994 годах — заместитель председателя Службы национальной безопасности (СНБ) Республики Узбекистан;

- С апреля по сентябрь 1994 года — первый заместитель министра иностранных дел Республики Узбекистан;

- В 1994—2003 годах — министр иностранных дел Республики Узбекистан;

- В 1998—2003 годах — Ректор Университета мировой экономики и дипломатии;

- С марта по октябрь 2003 года — Государственный советник Президента Республики Узбекистан по внешнеполитическим вопросам;

- В 2003—2010 годах — чрезвычайный и полномочный посол Республики Узбекистан в Соединённых Штатах Америки;

- В 2004—2010 годах — чрезвычайный и полномочный посол Республики Узбекистан в Канаде (с резиденцией в Вашингтоне);

- В 2008—2010 годах — чрезвычайный и полномочный посол Республики Узбекистан в Бразилии (с резиденцией в Вашингтоне);

- С 20 января 2010 по 13 января 2012 года — первый заместитель министра иностранных дел Республики Узбекистан;
- Указом президента Ислама Каримова от 13 января 2012 года Абдулазиз Камилов вновь был назначен министром иностранных дел;
- С июля 2025 года Абдулазиз Камилов назначен на должность советника президента Узбекистана по внешней политике[3].

Имеет дипломатический ранг чрезвычайного и полномочного посла.
Владеет арабским и английским языками.
Женат (супруга Гульнара — дочь советского партийного и государственного деятеля Шарафа Рашидова), имеет одного сына.

## Награды
- Орден «За бескорыстную службу» (16 ноября 2017 года) — за большие заслуги в укрепление независимости Родины, многолетнюю плодотворную работу по защите и продвижению интересов Узбекистана на международной арене и в связи с 70-летием[4][5].
- Орден «Трудовая слава» (26 августа 1996 года) — за многолетний плодотворный труд, большой вклад в развитие экономики, повышение народного благосостояния, обеспечение мира и стабильности в республике[6].
- Орден «Дружба» (25 августа 2011 года) — за самоотверженный труд и достигнутые успехи в укреплении независимости, повышении экономической мощи страны, большой вклад в дело воспитания личным примером граждан, особенно молодого поколения, в духе национальных и общечеловеческих ценностей, проявленные трудолюбие, патриотизм, а также заслуженный авторитет и уважение, завоёванные активным участием в общественной жизни[7].
- Орден Исмоили Сомони II степени (Таджикистан, 2018 год) — за весомый вклад в дело укрепления, расширения и развития отношений дружбы и добрососедства, а также культурно-гуманитарных, социально-экономических и научно-технических связей[8].
- Орден Восходящего солнца 1 класса (Япония, 2023 год)[9].
- Офицер ордена «За заслуги перед Итальянской Республикой» (Италия, 27 декабря 2024 года)[10].
- Орден «Галкыныш» (Туркменистан, 26 августа 2022 года) — за большие заслуги в развитии экономического, научно-технического и культурного сотрудничества между Туркменистаном и Республикой Узбекистан, учитывая многолетний большой личный вклад в укрепление между двумя странами отношений дружбы, братства и добрососедства, расширение взаимовыгодного сотрудничества[11].
- Юбилейная медаль Туркменистана «Magtymguly Pyragynyň 300 ýyllygyna» (Туркменистан, 11 декабря 2024 года) — учитывая заслуги в наращивании дружественных отношений между Туркменистаном и Республикой Узбекистан, изучении, популяризации и донесении потомкам творческого наследия поэта-классика туркменской литературы Махтумкули Фраги, а также большой личный вклад в сближение и обогащение культур, укрепление дружбы, братства и взаимовыгодного сотрудничества между туркменским и узбекским народами, и по случаю 300-летия со дня рождения Махтумкули Фраги[12].
- Почётный старейшина народа Туркменистана (Туркменистан, 11 декабря 2024 года) — за особые заслуги в упрочении уз дружбы между Туркменистаном и Республикой Узбекистан, развитии национальных традиций и обычаев, укреплении единства и сплочённости двух братских народов, связанных отношениями духовной близости, воспитании молодого поколения, а также учитывая большой личный вклад в расширение многолетнего сотрудничества обоих государств в области политики, экономики, науки, образования и культуры[13].
- Нагрудный знак «Узбекистон белгиси».
- Нагрудный знак «Узбекистон мустакиллигига 20 йил».